# Glypta gelida
Glypta gelida är en stekelart som beskrevs av Dasch 1988. Glypta gelida ingår i släktet Glypta och familjen brokparasitsteklar. Inga underarter finns listade i Catalogue of Life.